# Loire
Die Loire [lwaʁ] (lateinisch Liger, okzitanisch Léger, bretonisch Liger, veraltet deutsch Liger) ist mit einer Länge von rund 1006 Kilometern der größte der in den Atlantik mündenden Ströme Frankreichs. Vom Zentralmassiv aus fließt sie Richtung Norden und Nordwesten bis Orléans, danach südwestlich und westlich durch Tours, Montsoreau, Saumur und Nantes bis zur Mündung bei Saint-Nazaire.
Nach der Loire wurden sechs Départements benannt: Haute-Loire, Loire, Saône-et-Loire, Indre-et-Loire, Maine-et-Loire und Loire-Atlantique, außerdem die Regionen Centre-Val de Loire und Pays de la Loire.

## Verlauf

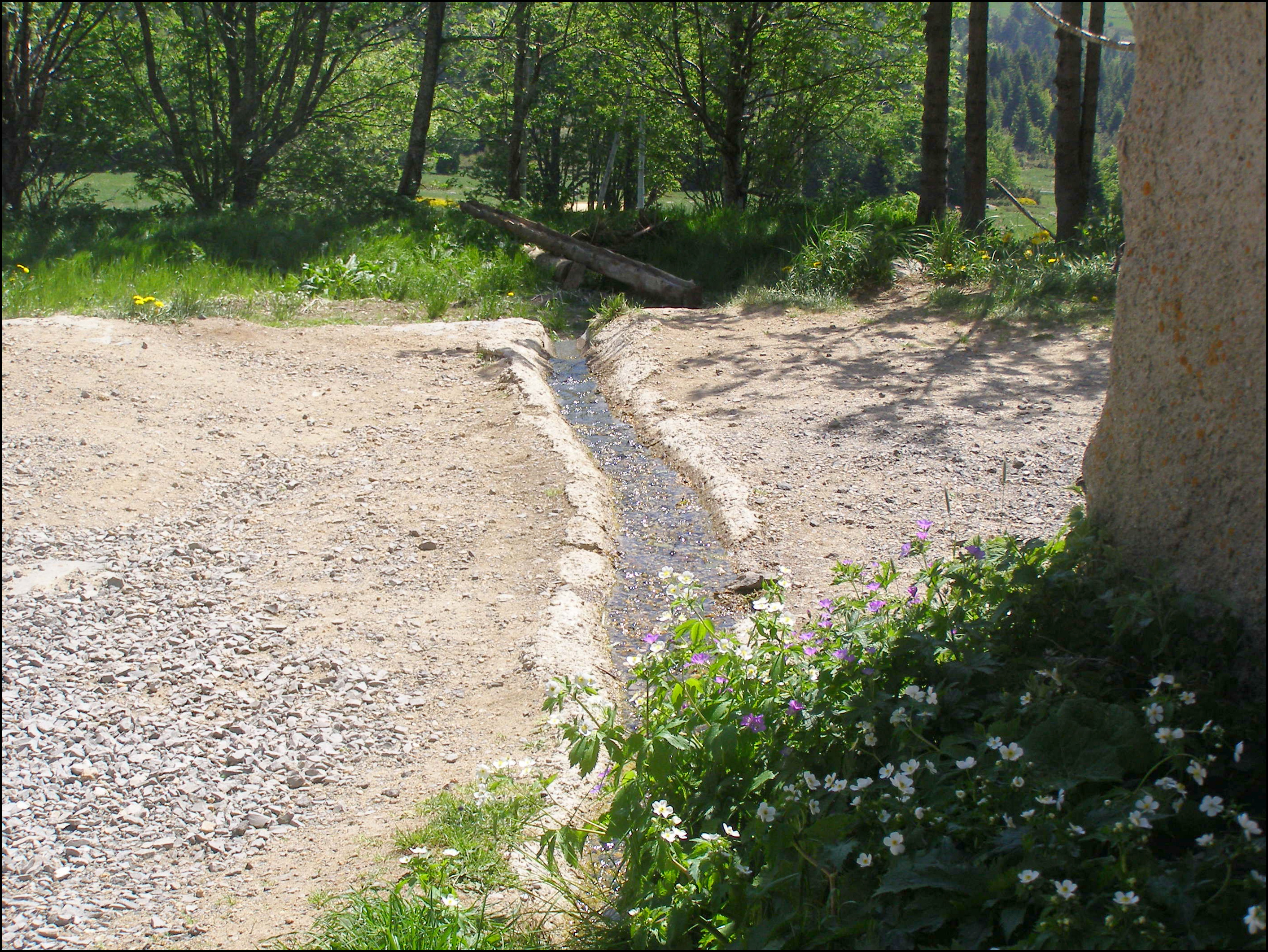
Loirequelle

Die Loire entspringt im Département Ardèche in der historischen Region Rhône-Alpes im Zentralmassiv. Die Quelle liegt unweit des Mont Gerbier-de-Jonc. Nach 2,5 km trifft sie ihren ersten Nebenfluss, Aigue Nègre, der schon 4 km durchlaufen hat. Dann fließt die Loire nach Norden in die historische Region Auvergne ins Département Haute-Loire. Danach fließt sie ins Département Loire, wiederum in der Rhône-Alpes, unter anderem durch Roanne. Anschließend erreicht die Loire mit dem Département Saône-et-Loire erstmals das Burgund. Zugleich bildet die Loire hier weitgehend die Grenze zum Département Allier in der Auvergne. In Digoin verbindet der Canal du Centre sie mit dem Rhône-Zufluss Saône. Dort wendet sie sich im Bourbongraben nach Nordwesten, erreicht das Département Nièvre und nimmt kurz hinter Nevers ihren größten Nebenfluss Allier auf. Als Grenzfluss zum Département Cher führt sie sodann ganz in die Region Centre-Val de Loire. Schließlich erreicht die Loire das Département Loiret in der Region Centre-Val de Loire mit der Stadt Orléans, die geologisch zum Pariser Becken gehört.
Von Orléans bis kurz hinter Blois fließt die Loire in südwestlicher Richtung, danach mit Abweichungen nach Westen. Sie durchfließt nacheinander mit den Départements Loir-et-Cher und Indre-et-Loire weitere Départements der Region Centre-Val de Loire. Die Loire passiert Tours und erreicht schlussendlich die Region Pays de la Loire mit den Départements Maine-et-Loire und Loire-Atlantique. Dabei durchfließt sie noch Saumur und Nantes und mündet bei Saint-Nazaire im Golf von Biskaya in den Atlantischen Ozean. Unterhalb von Nantes ist die Loire bereits den Gezeiten ausgesetzt und bildet einen rund 30 Kilometer langen Mündungstrichter.

## Loiretal
Das Loiretal erstreckt sich auf 280 Kilometern über den Mittellauf der Loire in den Regionen Pays de la Loire und Centre-Val de Loire. Es umfasst eine Fläche von 800 Quadratkilometern.
Durch die Länge des Flusslaufes und die bedeutende Abflussmenge hat der Fluss große Auswirkungen auf die Gestaltung des Loiretals und die Umweltbedingungen für seine Bewohner. In den Jahren 1856, 1866 und 1910 verursachten Hochwasser der Loire große Schäden. Im Oberlauf wurde die Loire schließlich bei Roanne mehrfach aufgestaut. Im Mittel- und Unterlauf ist die Loire noch heute ein frei fließendes Gewässer; keine Staudämme oder Schleusen beeinflussen ihren natürlichen Lauf. Durch die große Menge an Geschiebe, das der Fluss transportiert, verändert er ständig sein Aussehen, Sandbänke und Flussinseln werden laufend aufgebaut und wieder verlagert, bieten jedoch ideale Lebensbedingungen für Flora und Fauna. Die Loire durchquert auf ihrem Weg den Regionalen Naturpark Loire-Anjou-Touraine.
Wegen der Schönheit des Tals ließ sich der französische Adel seit dem Beginn der Renaissance im 16. Jahrhundert bevorzugt hier nieder und errichtete prächtige Schlösser an der Loire. In dieser Zeit fand hier ein Großteil der französischen Politik statt, so dass Paris zeitweise fast provinziellen Charakter annahm.
Im Jahr 2000 wurde das Loiretal zwischen den Städten Sully-sur-Loire und Chalonnes-sur-Loire zum Weltkulturerbe der UNESCO erklärt. Ausschlaggebend waren das reiche architektonische Erbe, insbesondere die zahlreichen Schlösser, und die zweitausend Jahre alte Entwicklung des Loiretals als Kulturlandschaft.

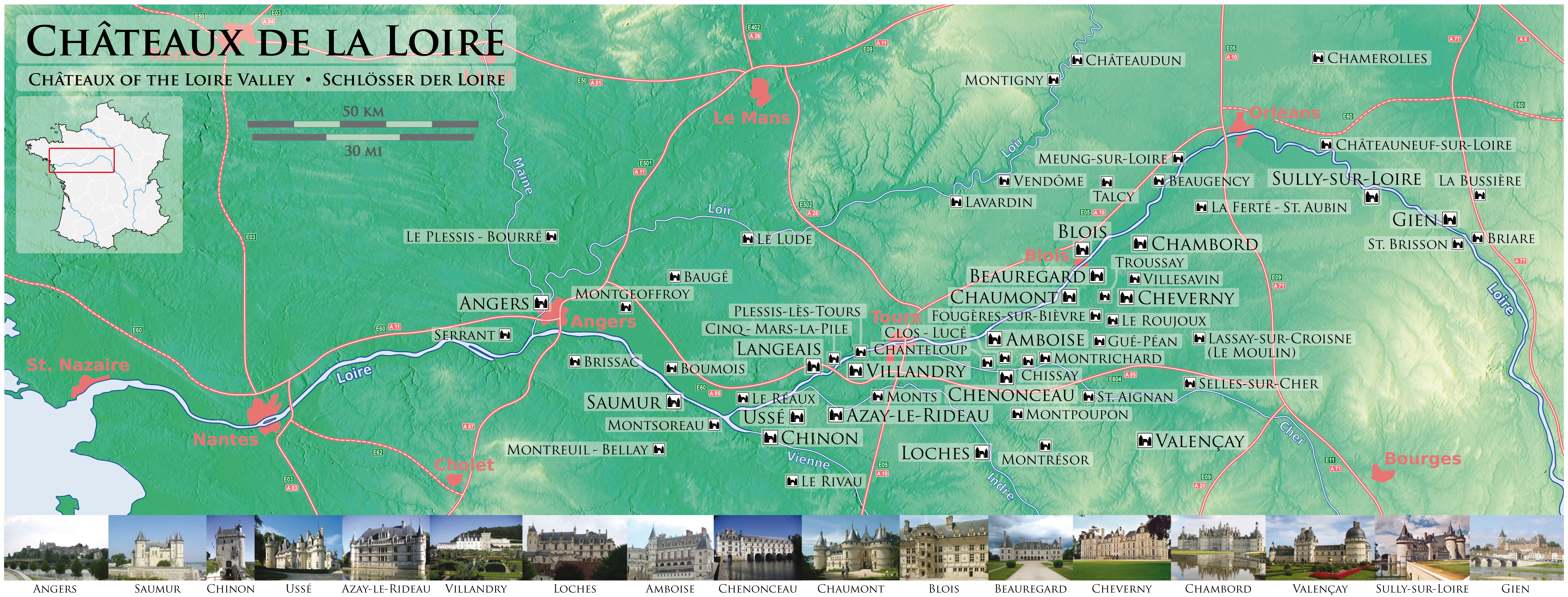
Schlösser der Loire

Das durch den Fluss gebildete Mesoklima begünstigt die landwirtschaftliche Nutzung des Loiretals. Von besonderer Bedeutung sind die Weinanbaugebiete am Fluss, die in der Dachmarke Weinbaugebiet Val de Loire zusammengefasst sind.
Die Bewohner des Loiretals werden Ligériens genannt, abgeleitet von Liger, dem lateinischen Namen des Flusses. Sie feiern alle zwei Jahre (in ungeraden Jahren) in Orléans und anderen teilnehmenden Orten das Festival de Loire.

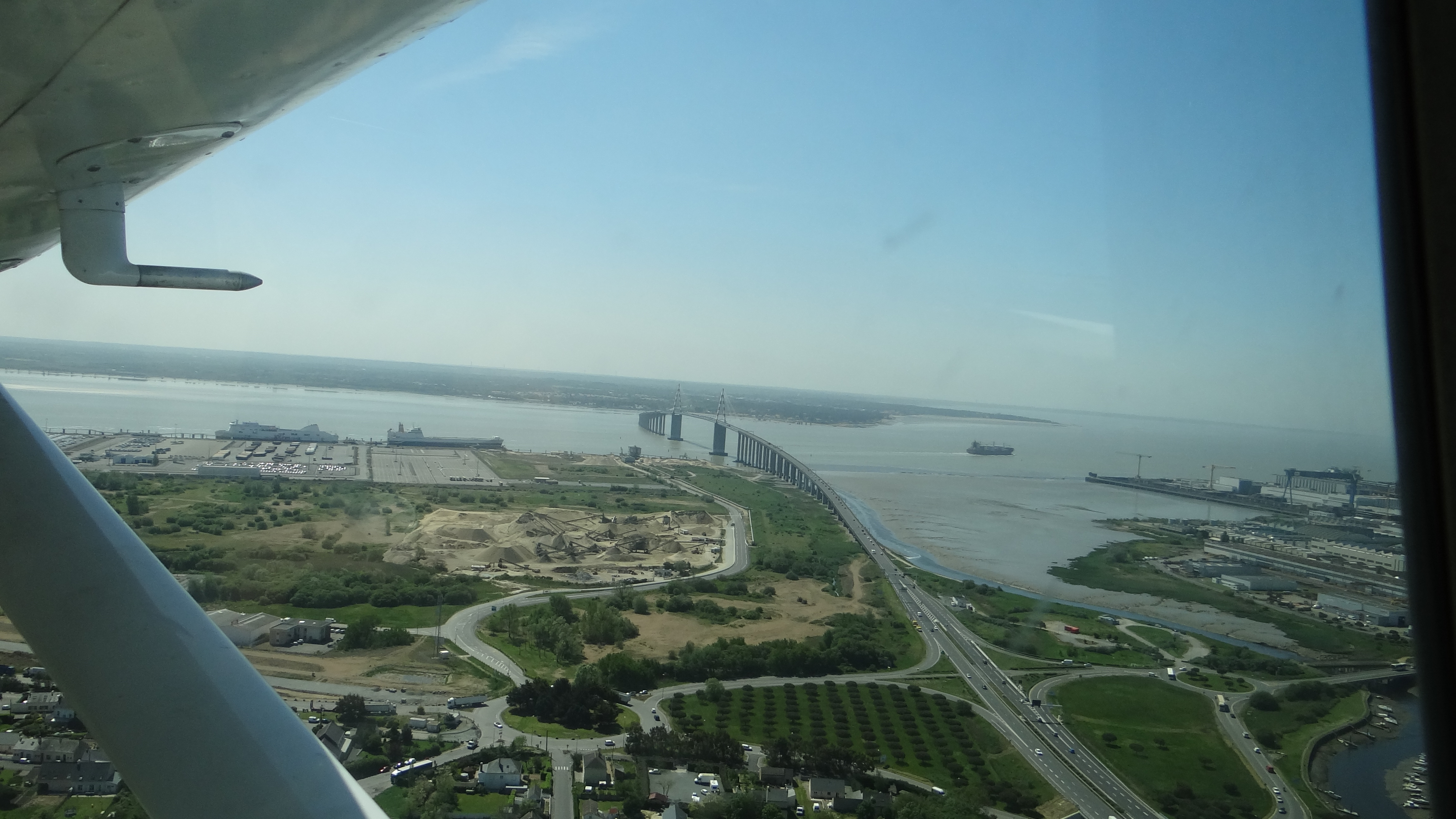
Mündung der Loire bei Saint-Nazaire

## Schifffahrt
Früher war die Loire eine wichtige Achse der Schifffahrt und des Güterverkehrs, heute ist sie nur noch von der Mündung bis Nantes für größere Schiffe benutzbar.
Oberhalb von Nantes bis zur Einmündung der Maine, bei Bouchemaine, wird sie von Ausflugsschiffen befahren, im übrigen Verlauf findet man nur noch Fischer und Wassersportler.
Wegen ihrer eingeschränkten Schiffbarkeit wird die Loire von schiffbaren Kanälen begleitet: dem Canal de Roanne à Digoin zwischen Roanne und Digoin und dem Canal latéral à la Loire (deutsch: Loire-Seitenkanal) zwischen Digoin und Briare. Seit April 2015 wird die Loire zwischen Saint-Nazaire und Angers von einem Flusskreuzfahrtschiff befahren. Der 2014 auf Kiel gelegte Neubau ist mit einem Seitenradantrieb ausgestattet, um bei geringer Wassertiefe fahren zu können.

## Wirtschaftliche Nutzung
In den Ballungszentren haben sich viele Industriebetriebe niedergelassen, die die Wasserkraft und Transportmöglichkeiten auf und an der Loire nutzen.
Entlang der Loire stehen vier Kernkraftwerke, die von der französischen Gesellschaft Électricité de France (EDF) betrieben werden: Belleville, Dampierre, Saint-Laurent und Chinon. Sie nutzen den Fluss zur Kühlung.

## Nebenflüsse
Erklärungen zur Tabelle:

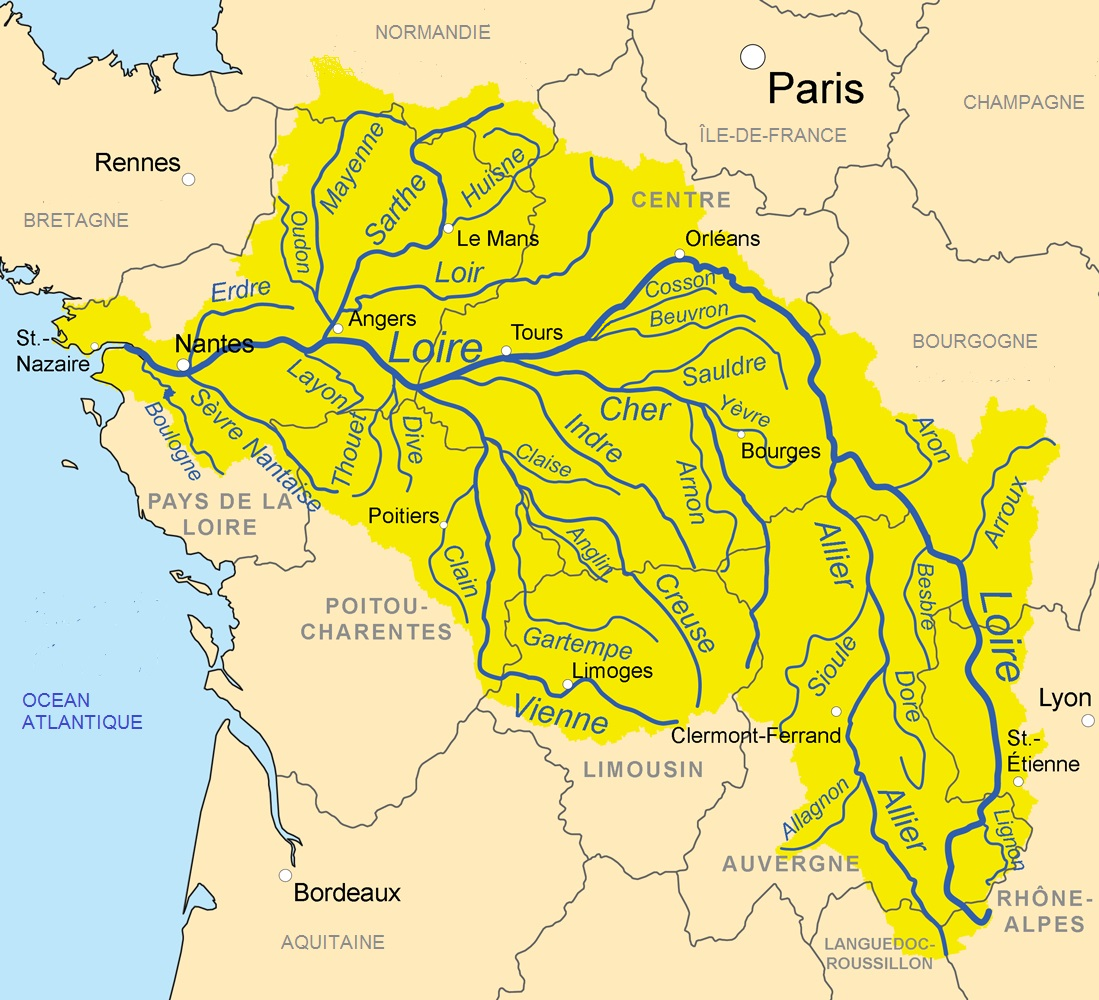
Größere Nebenflüsse der Loire

- Die Angabe der Einmündungsseite („rechts“/„links“) steht linksbündig unter dem Namenskästchen des Flusses, in den der Zufluss mündet.
- Pfeile sind flussabwärts gerichtet und markieren obere Teile eines schon vorher erwähnten Flusslaufs.

| Mündung in Fließrichtung gesehen von | Mündung in Fließrichtung gesehen von  | Mündung in Fließrichtung gesehen von    | Name                                    | Name                                    | Code SANDRE | Länge [km]    | Einzugs- gebiet [km²] | Mittlerer Abfluss [m³/s] |
| ------------------------------------ | ------------------------------------- | --------------------------------------- | --------------------------------------- | --------------------------------------- | ----------- | ------------- | --------------------- | ------------------------ |
| Loire                                | Loire                                 | Loire                                   | Loire                                   | Loire                                   | ----0000    | 1.006         | 117.356               | 931                      |
| links                                | Acheneau aus Lac de Grand-Lieu, dort: | Acheneau aus Lac de Grand-Lieu, dort:   | Acheneau aus Lac de Grand-Lieu, dort:   | Acheneau aus Lac de Grand-Lieu, dort:   | M8--0270    | 29,8          | 700                   | ?                        |
| links                                | links                                 | Boulogne                                | Boulogne                                | Boulogne                                | M8--0260    | 86,5          | 470                   | ?                        |
| links                                | rechts                                | Ognon                                   | Ognon                                   | Ognon                                   | M8205000    | 49,9          | 185                   | ?                        |
| links                                | Sèvre Nantaise                        | Sèvre Nantaise                          | Sèvre Nantaise                          | Sèvre Nantaise                          | M7--0240    | 141,8         | 2.360                 | 24,7                     |
| links                                | links                                 | Maine                                   | Maine                                   | Maine                                   | M74-0300    | 68,4          | 679                   | 5,6                      |
| links                                | rechts                                | Moine                                   | Moine                                   | Moine                                   | M72-0300    | 68,8          | 384                   | 3,2                      |
| rechts                               | Erdre                                 | Erdre                                   | Erdre                                   | Erdre                                   | M63-0300    | 97,4          | 472                   | 2,7                      |
| links                                | Èvre                                  | Èvre                                    | Èvre                                    | Èvre                                    | M60-0300    | 91,8          | 573                   | 3,4                      |
| links                                | Layon                                 | Layon                                   | Layon                                   | Layon                                   | M5--0200    | 89,9          | 950                   | 4,0                      |
| rechts                               | Maine aus Zusammenfluss von:          | Maine aus Zusammenfluss von:            | Maine aus Zusammenfluss von:            | Maine aus Zusammenfluss von:            | M4--0190    | 11,46         | 22.350 od. 23.314 ?   | 127                      |
| rechts                               | rechts                                | Mayenne                                 | Mayenne                                 | Mayenne                                 | M---0090    | 202,6         | 5.820                 | 50                       |
| rechts                               | rechts                                | rechts                                  | Oudon                                   | Oudon                                   | M3--0180    | 103,2         | 1.480                 | 9,0                      |
| rechts                               | links                                 | Sarthe                                  | Sarthe                                  | Sarthe                                  | M---0060    | 313,9         | 16.374 od. 22.185 ?   | 80–85                    |
| rechts                               | links                                 | links                                   | Loir                                    | Loir                                    | M1--0160    | 317,4         | 8.294                 | 32,2                     |
| rechts                               | links                                 | links                                   | Huisne                                  | Huisne                                  | M0--0150    | 164,4         | 2.404                 | 13,1                     |
| rechts                               | Authion                               | Authion                                 | Authion                                 | Authion                                 | L9--0220    | 99,8          | 1.400                 | ?                        |
| links                                | Thouet                                | Thouet                                  | Thouet                                  | Thouet                                  | L8--0210    | 142,5         | 3.396                 | 17                       |
| links                                | rechts                                | Dive                                    | Dive                                    | Dive                                    | L85-0300    | 72,49         | 850                   | 24,9                     |
| links                                | links                                 | Argenton                                | Argenton                                | Argenton                                | L83-0300    | 70,96         | 750                   | 4,6                      |
| links                                | Vienne                                | Vienne                                  | Vienne                                  | Vienne                                  | L---0060    | 363,2         | 21.161                | 210                      |
| links                                | rechts                                | Creuse                                  | Creuse                                  | Creuse                                  | L---0070    | 263,6         | 10.279                | 85                       |
| links                                | rechts                                | rechts                                  | Claise                                  | Claise                                  | L6--0200    | 87,6          | 1.123                 | 4,5                      |
| links                                | rechts                                | links                                   | Gartempe                                | Gartempe                                | L5--0180    | 204,6         | 3.922                 | 38                       |
| links                                | rechts                                | links                                   | rechts                                  | Anglin                                  | L5--0190    | 91,3          | 1.693                 | 12,5                     |
| links                                | links                                 | Clain                                   | Clain                                   | Clain                                   | L2--0160    | 144,3         | 3.217                 | 21,5                     |
| links                                | rechts                                | Taurion                                 | Taurion                                 | Taurion                                 | L0--0150    | 107,5         | 2.300                 | 18,9                     |
| links                                | Indre                                 | Indre                                   | Indre                                   | Indre                                   | K7--0260    | 279,6         | 3.428                 | 18,7                     |
| links                                | rechts                                | Indrois                                 | Indrois                                 | Indrois                                 | K74-0300    | 60,8          | 480                   | 2,3                      |
| links                                | Cher                                  | Cher                                    | Cher                                    | Cher                                    | K---0090    | 365,1         | 13.920                | 95,9                     |
| links                                | rechts                                | Sauldre                                 | Sauldre                                 | Sauldre                                 | K6--0250    | 183,8         | 2.254                 | 14,6                     |
| links                                | links                                 | Arnon                                   | Arnon                                   | Arnon                                   | K6--0240    | 150,5         | 2.274                 | 14,4                     |
| links                                | rechts                                | Yèvre                                   | Yèvre                                   | Yèvre                                   | K5--0230    | 80,4          | 2.220                 | 15,5                     |
| rechts                               | Cisse                                 | Cisse                                   | Cisse                                   | Cisse                                   | K4--0150    | 87,7          | 1.295                 | 1,5                      |
| rechts                               | rechts                                | Brenne                                  | Brenne                                  | Brenne                                  | K48-0310    | 53,4          | 263                   | 1,2                      |
| links                                | Beuvron                               | Beuvron                                 | Beuvron                                 | Beuvron                                 | K4--0220    | 115,2         | 2.193                 | 11                       |
| links                                | rechts                                | Cosson                                  | Cosson                                  | Cosson                                  | K47-0300    | 94,9          | 779                   | 4,0                      |
| rechts                               | Nohain                                | Nohain                                  | Nohain                                  | Nohain                                  | K4094000    | 47,3          | 530                   | 3,5                      |
| links                                | Vauvise                               | Vauvise                                 | Vauvise                                 | Vauvise                                 | K40-0310    | 57,4          | 392                   | 2,8                      |
| rechts                               | Nièvre                                | Nièvre                                  | Nièvre                                  | Nièvre                                  | K19-0300    | 49,6          | 630                   | 5,3                      |
| links                                | Allier                                | Allier                                  | Allier                                  | Allier                                  | K---0080    | 420,7         | 14.310                | 144                      |
| links                                | links                                 | Sioule                                  | Sioule                                  | Sioule                                  | K3--0200    | 163,4         | 2.458                 | 25,6                     |
| links                                | rechts                                | Dore + über der Mündung länger:         | Dore + über der Mündung länger:         | Dore + über der Mündung länger:         | K2--0190    | 140,5         | 1.523                 | 20,3                     |
| links                                | rechts                                | rechts                                  | Dolore                                  | Dolore                                  | K2834000    | 37,1          | 70                    | 1,2                      |
| links                                | links                                 | Alagnon                                 | Alagnon                                 | Alagnon                                 | K25-0300    | 85,9          | 1.042                 | 11,8                     |
| links                                | rechts                                | Senouire                                | Senouire                                | Senouire                                | K23-0300    | 63,1          | 170                   | 1,6                      |
| links                                | links                                 | Chapeauroux                             | Chapeauroux                             | Chapeauroux                             | K21-0300    | 56,1          | 399                   | 3,4                      |
| rechts                               | Aron                                  | Aron                                    | Aron                                    | Aron                                    | K17-0300    | 103,8         | 1.600                 | 17,6                     |
| rechts                               | links                                 | Alène                                   | Alène                                   | Alène                                   | K17-0310    | 56            | 338                   | 4,48                     |
| rechts                               | rechts                                | Canne                                   | Canne                                   | Canne                                   | K1764000    | 51            | 190                   | 2,1                      |
| links                                | Acolin                                | Acolin                                  | Acolin                                  | Acolin                                  | K1--0150    | 63            | 384                   | 2,5                      |
| rechts                               | Somme                                 | Somme                                   | Somme                                   | Somme                                   | K16-0300    | 46            | ?                     | ?                        |
| links                                | Besbre                                | Besbre                                  | Besbre                                  | Besbre                                  | K15-0300    | 106,4         | 762                   | 9,2                      |
| links                                | Vouzance                              | Vouzance                                | Vouzance                                | Vouzance                                | K1414000    | 41,3          | 152                   | 0,8                      |
| rechts                               | Arroux                                | Arroux                                  | Arroux                                  | Arroux                                  | K1--0180    | 128,1         | 3.166                 | 34,5                     |
| rechts                               | links                                 | Bourbince von Canal du Centre begleitet | Bourbince von Canal du Centre begleitet | Bourbince von Canal du Centre begleitet | K13-0300    | 82,4 od. 83,7 | 877                   | 7,8                      |
| rechts                               | links                                 | rechts                                  | Oudrache                                | Oudrache                                | K1374000    | 48,3          | 178                   |                          |
| rechts                               | Arconce                               | Arconce                                 | Arconce                                 | Arconce                                 | K11-0320    | 98,8          | 599                   | 5,7                      |
| rechts                               | Sornin                                | Sornin                                  | Sornin                                  | Sornin                                  | K10-0300    | 47            | 520                   | 7,4                      |
| rechts                               | Rhins                                 | Rhins                                   | Rhins                                   | Rhins                                   | K09-0300    | 59,8          | 427                   | 5,3                      |
| links                                | Aix                                   | Aix                                     | Aix                                     | Aix                                     | K08-0300    | 49,5          | 436                   | 3,1                      |
| links                                | Lignon du Forez                       | Lignon du Forez                         | Lignon du Forez                         | Lignon du Forez                         | K07-0320    | 59            | 664                   | 8,3                      |
| rechts                               | Coise                                 | Coise                                   | Coise                                   | Coise                                   | K06-0330    | 49,6          | 350                   | 1,6                      |
| links                                | Mare                                  | Mare                                    | Mare                                    | Mare                                    | K06-0310    | 46,9          | 245                   | 0,9                      |
| rechts                               | Semène                                | Semène                                  | Semène                                  | Semène                                  | K0567700    | 45,7          | 155                   | 1,9                      |
| links                                | Ance                                  | Ance                                    | Ance                                    | Ance                                    | K05-0300    | 77,1          | 547                   | 4,3                      |
| rechts                               | Lignon du Velay                       | Lignon du Velay                         | Lignon du Velay                         | Lignon du Velay                         | K04-0300    | 85,1          | 714                   | 9,8                      |
| rechts                               | rechts                                | Dunières ← Dunerette                    | Dunières ← Dunerette                    | Dunières ← Dunerette                    | K0454000    | 42,1          | 236                   | 3,2                      |
| links                                | Arzon                                 | Arzon                                   | Arzon                                   | Arzon                                   | K03-0300    | 43,9          | 156                   | 1,5                      |
| links                                | Borne ← Borne Occidentale             | Borne ← Borne Occidentale               | Borne ← Borne Occidentale               | Borne ← Borne Occidentale               | K02-0300    | 48,4          | 428,7                 | 3,9                      |

## Bilder

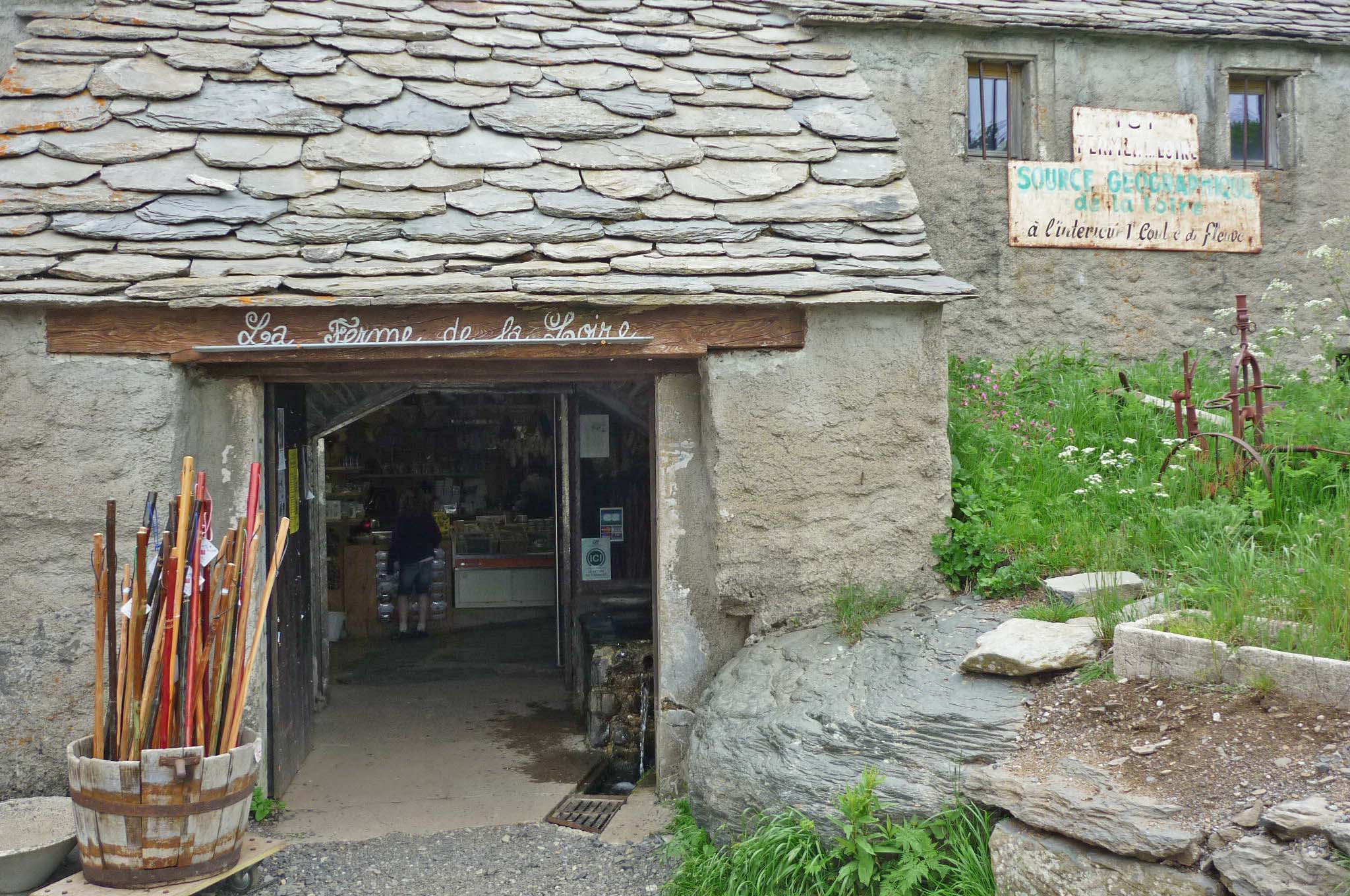
Loirequelle im ehemaligen Stall
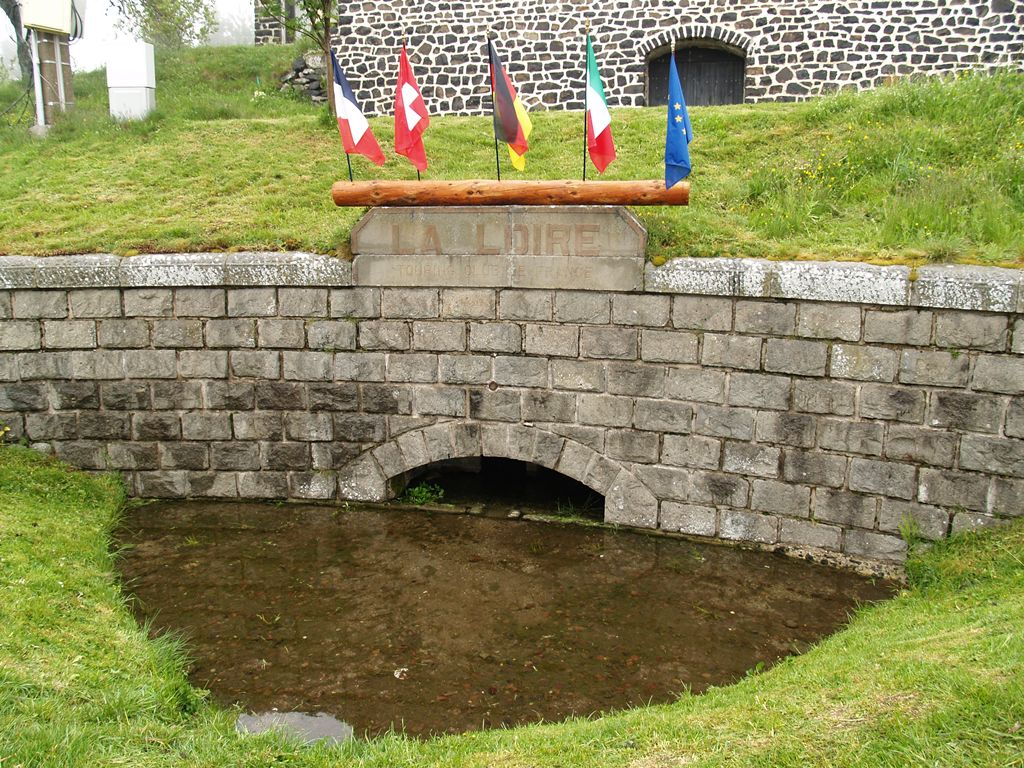
Offizielle Loirequelle
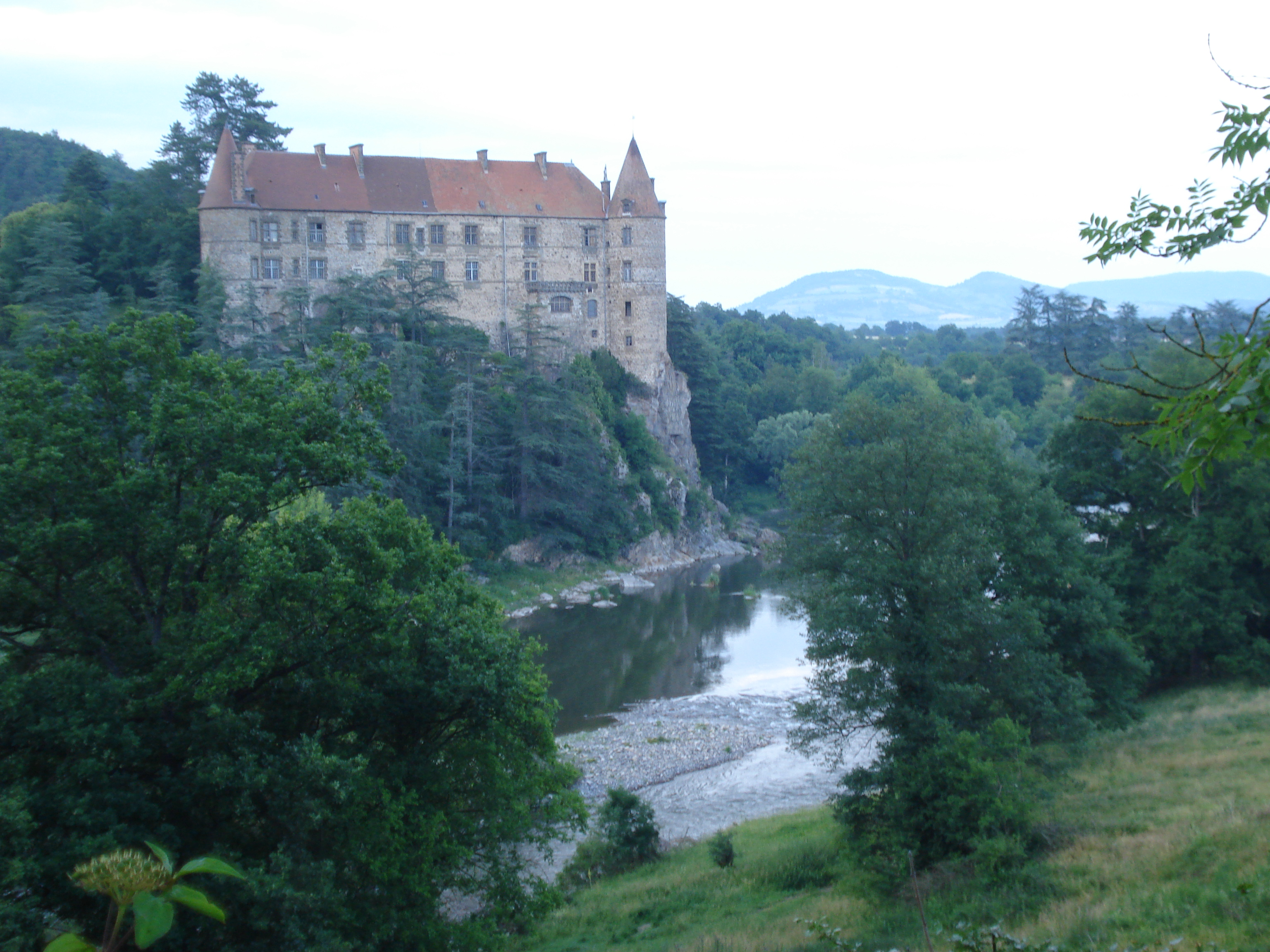
Lavoûte-sur-Loire, 10 km flussabwärts von Le Puy-en-Velay
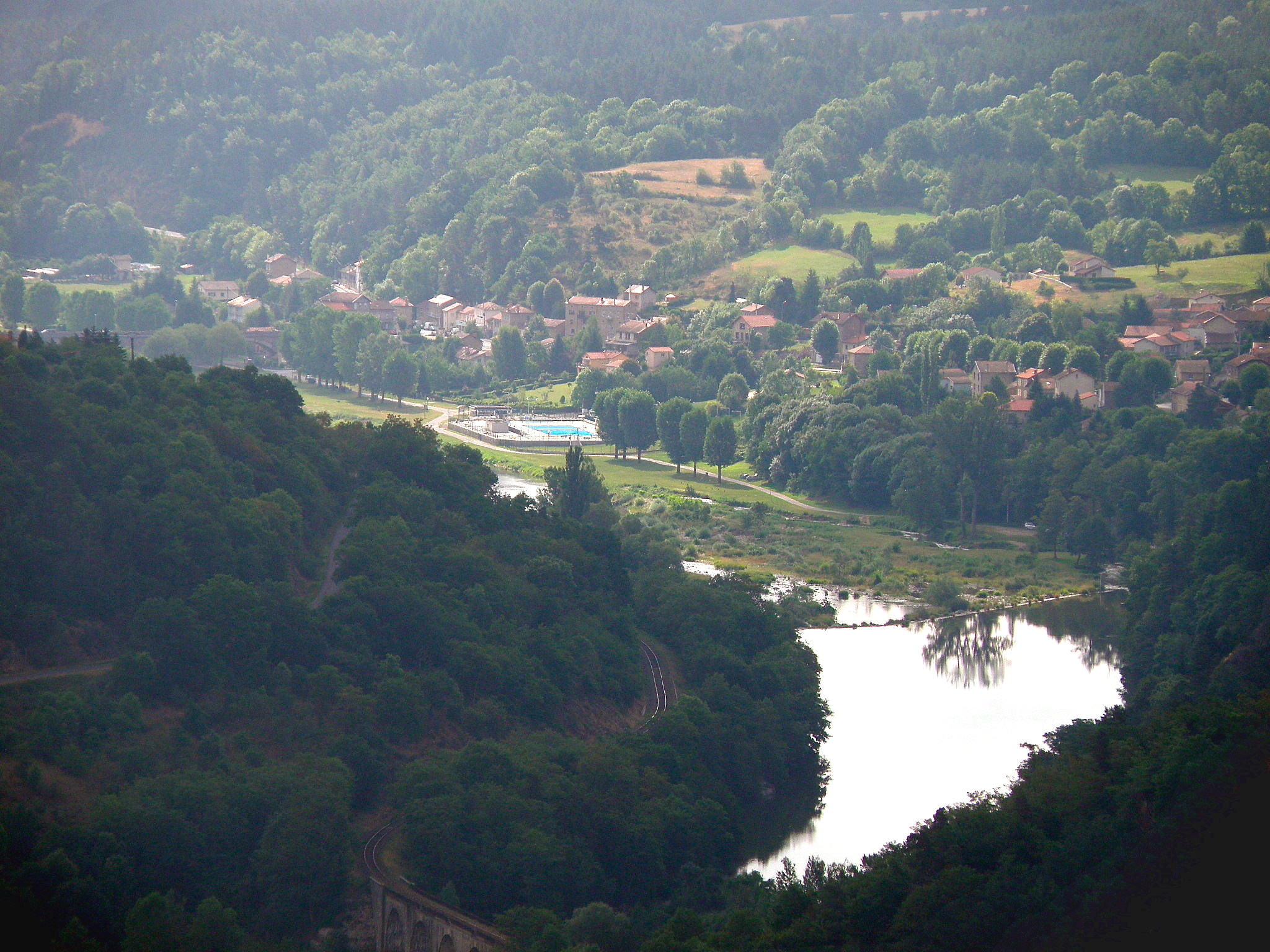
Loire kurz oberhalb von Retournac
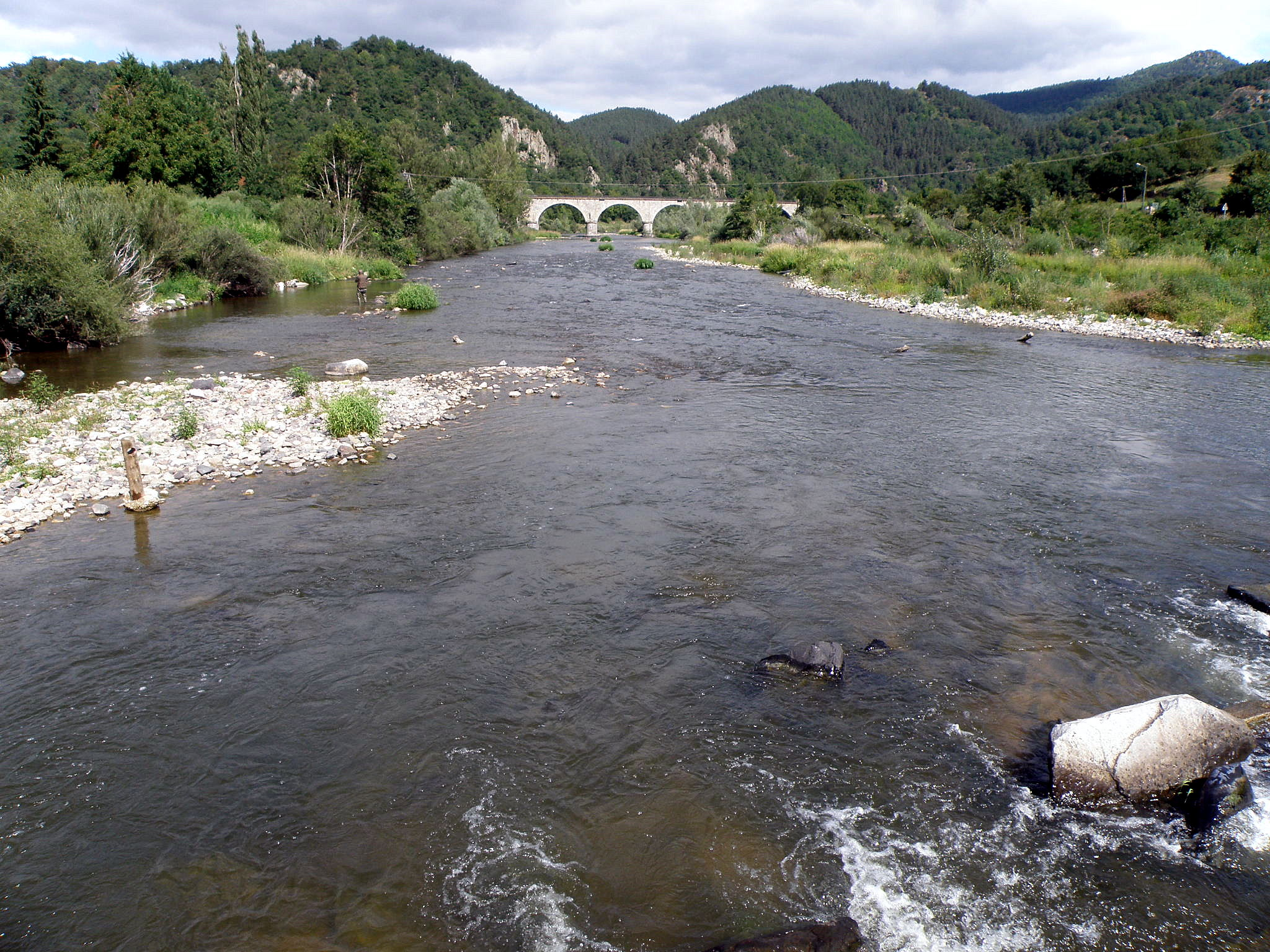
Loire kurz unterhalb von Retournac
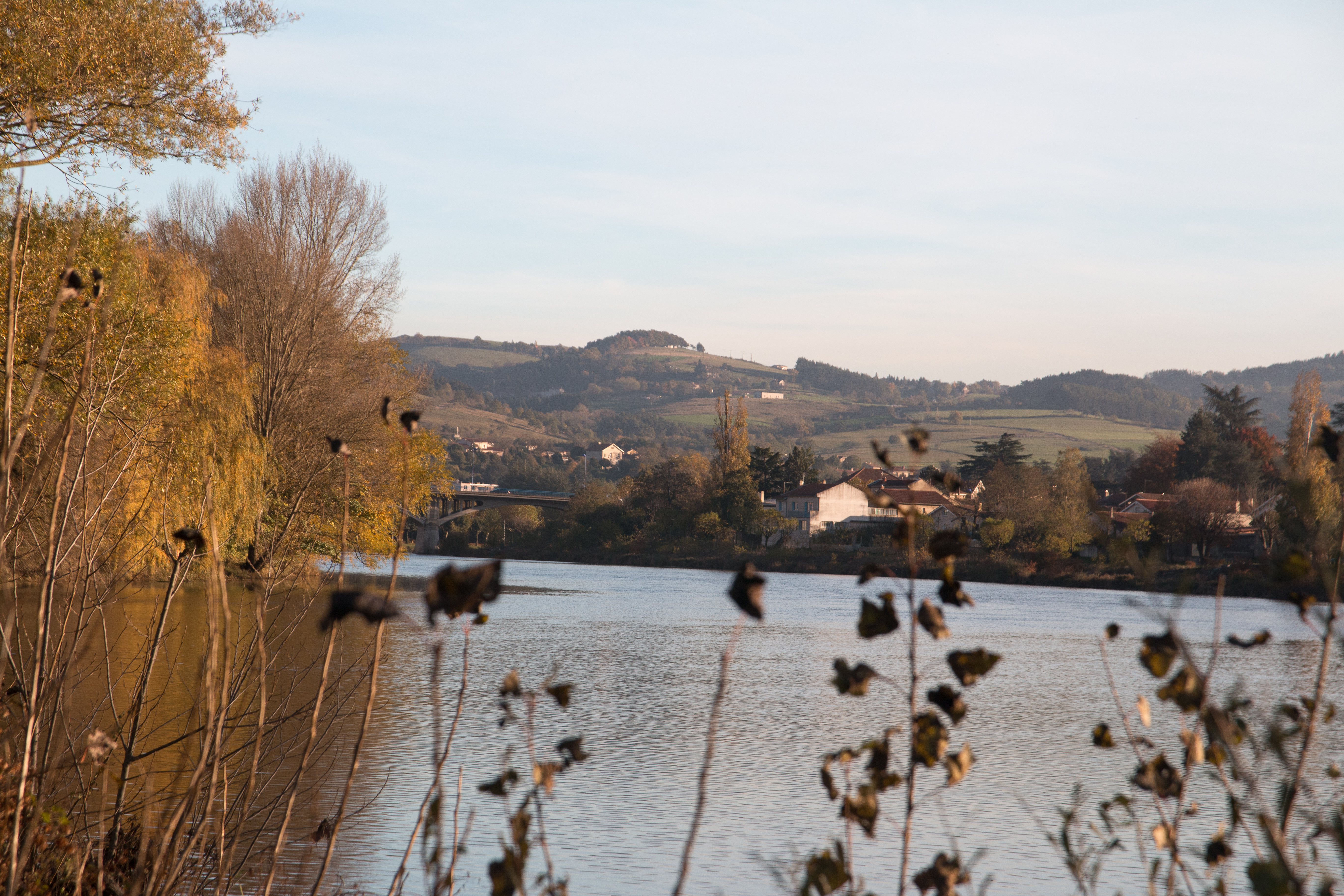
Loire bei Andrézieux, Endpunkt der ersten (Pferde-)Eisenbahn des europäischen Kontinents
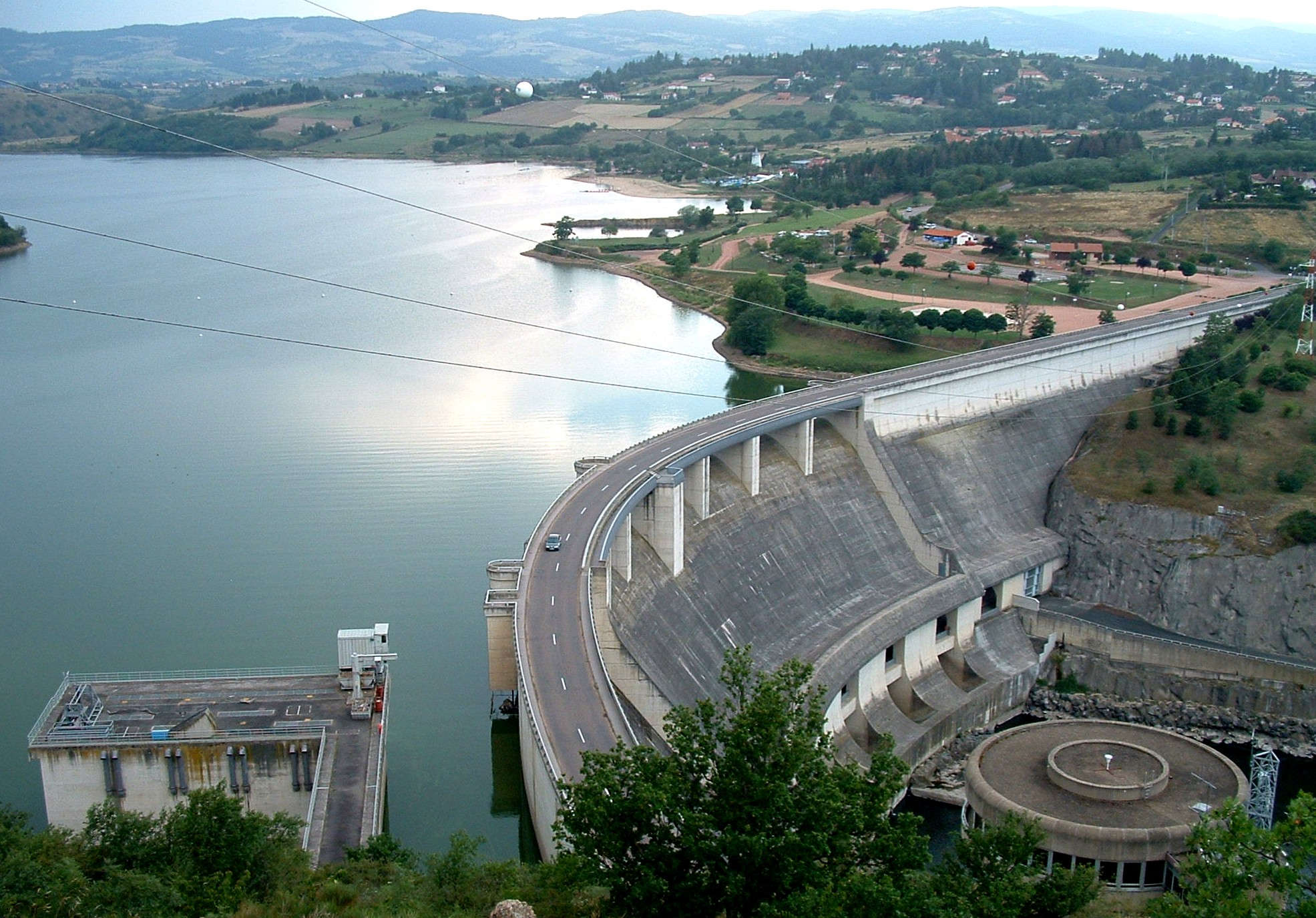
Stausee von Villerest bei Roanne
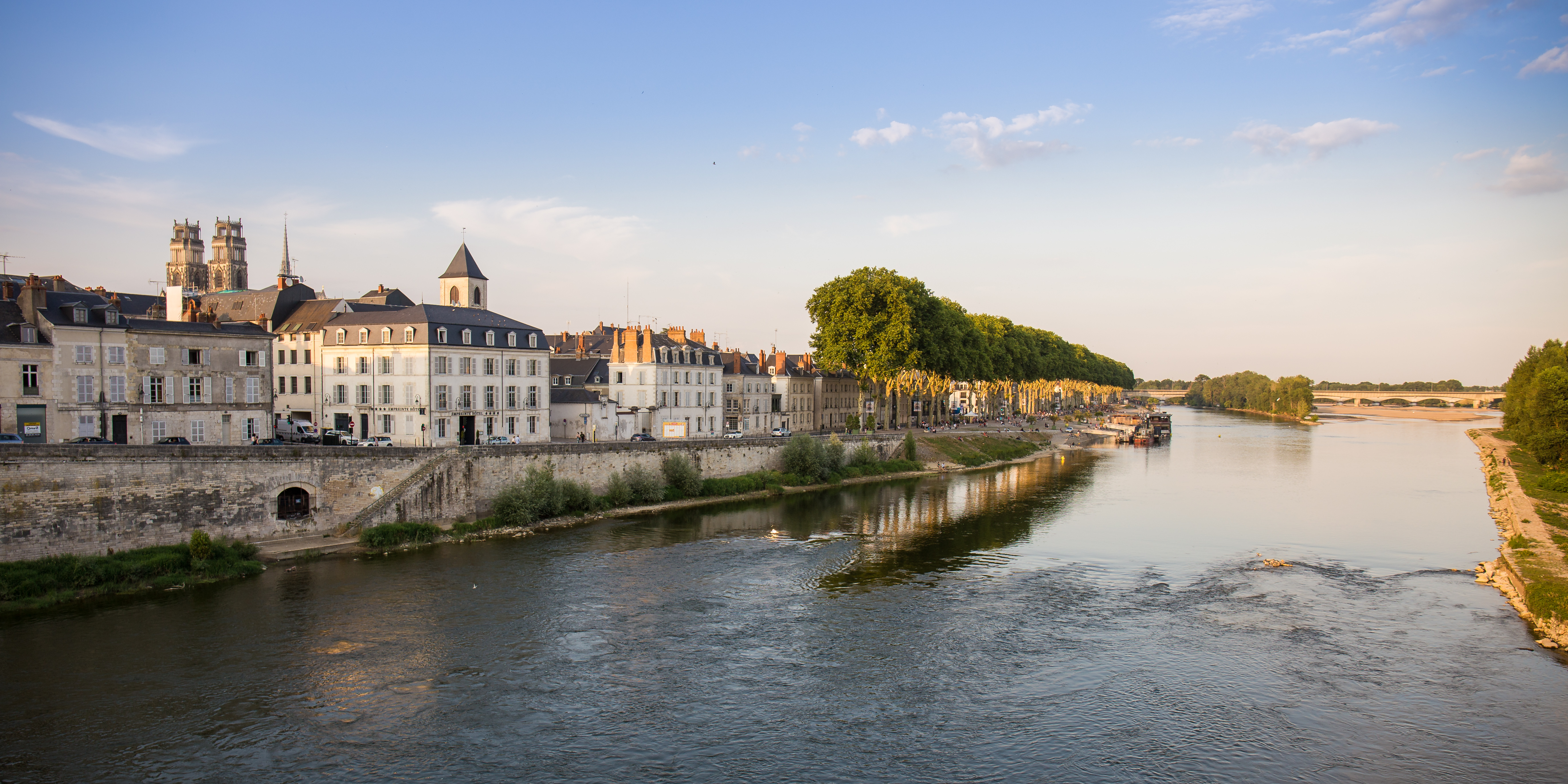
Die Loire bei Orléans
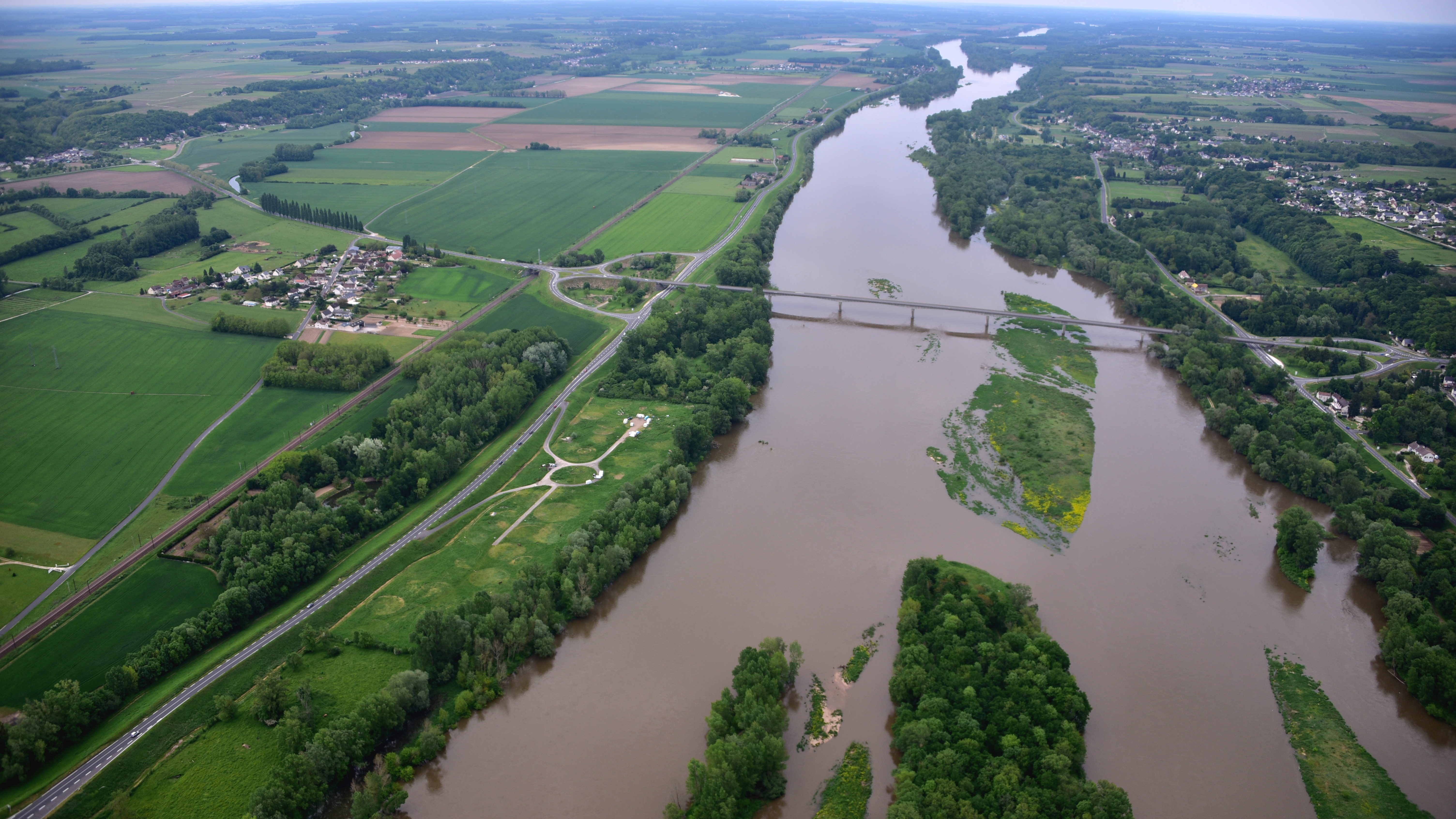
Loire östlich von Amboise flussaufwärts
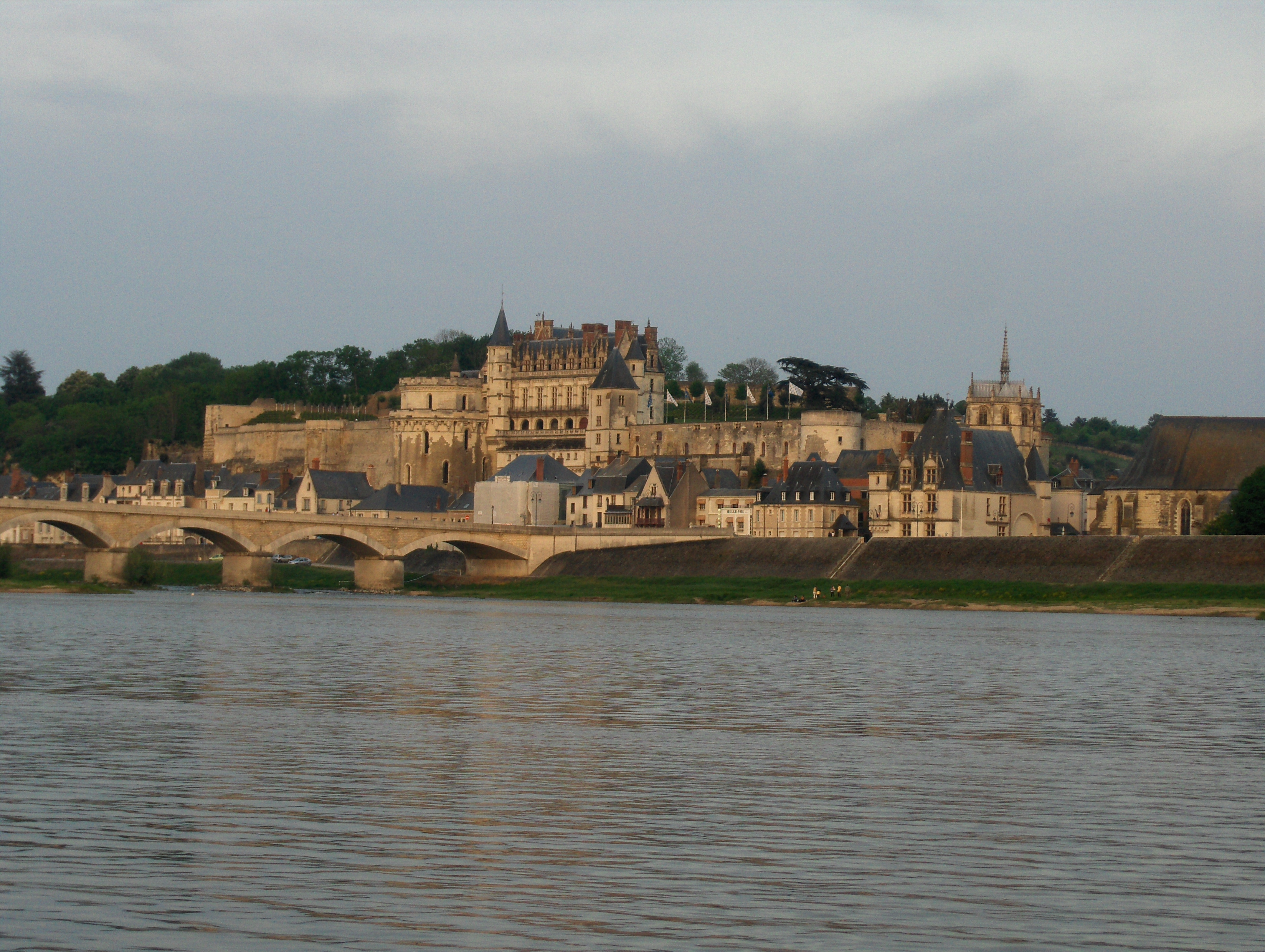
Schloss Amboise
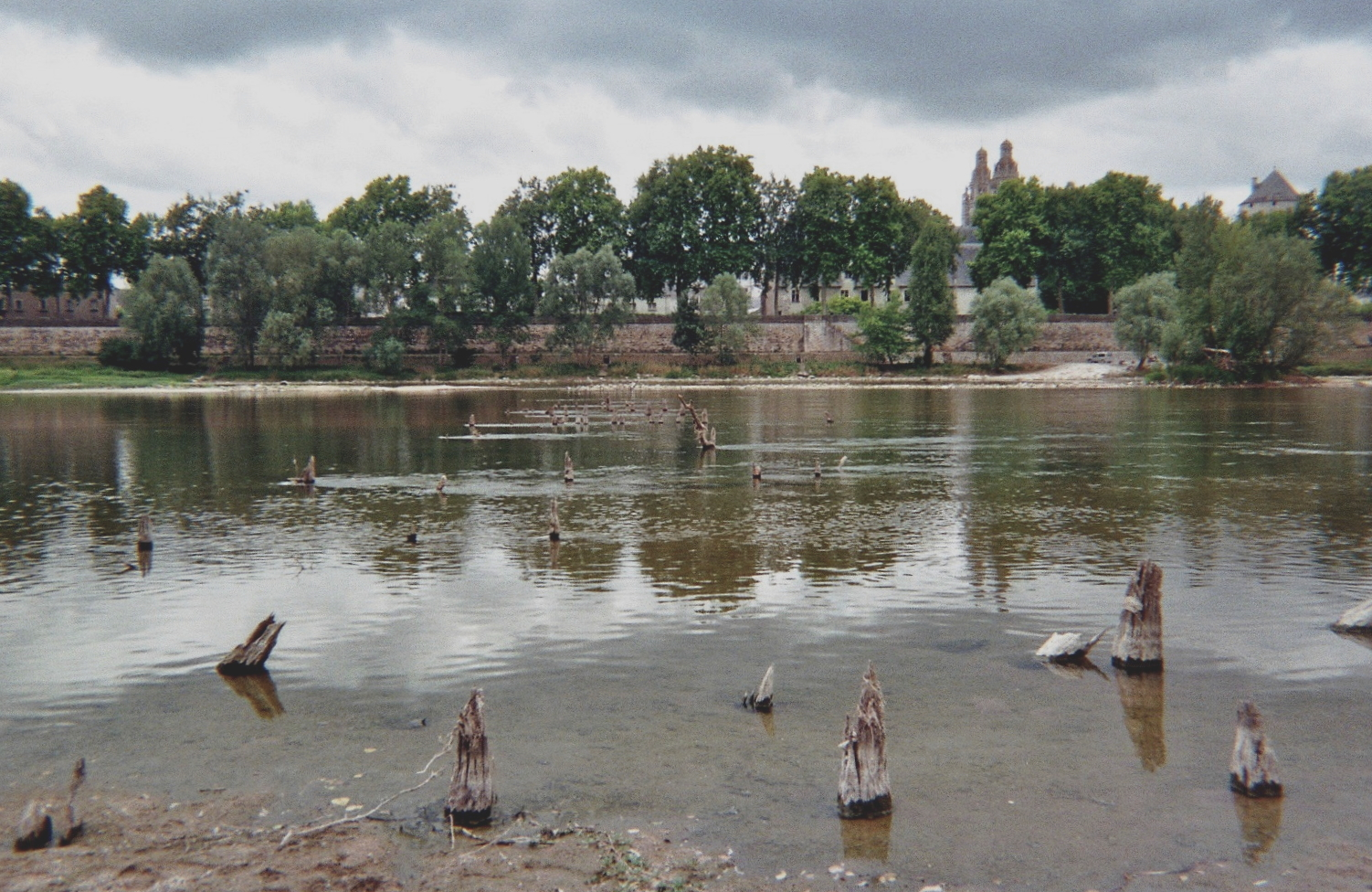
Fragliche Reste einer Römerbrücke[8] in Tours
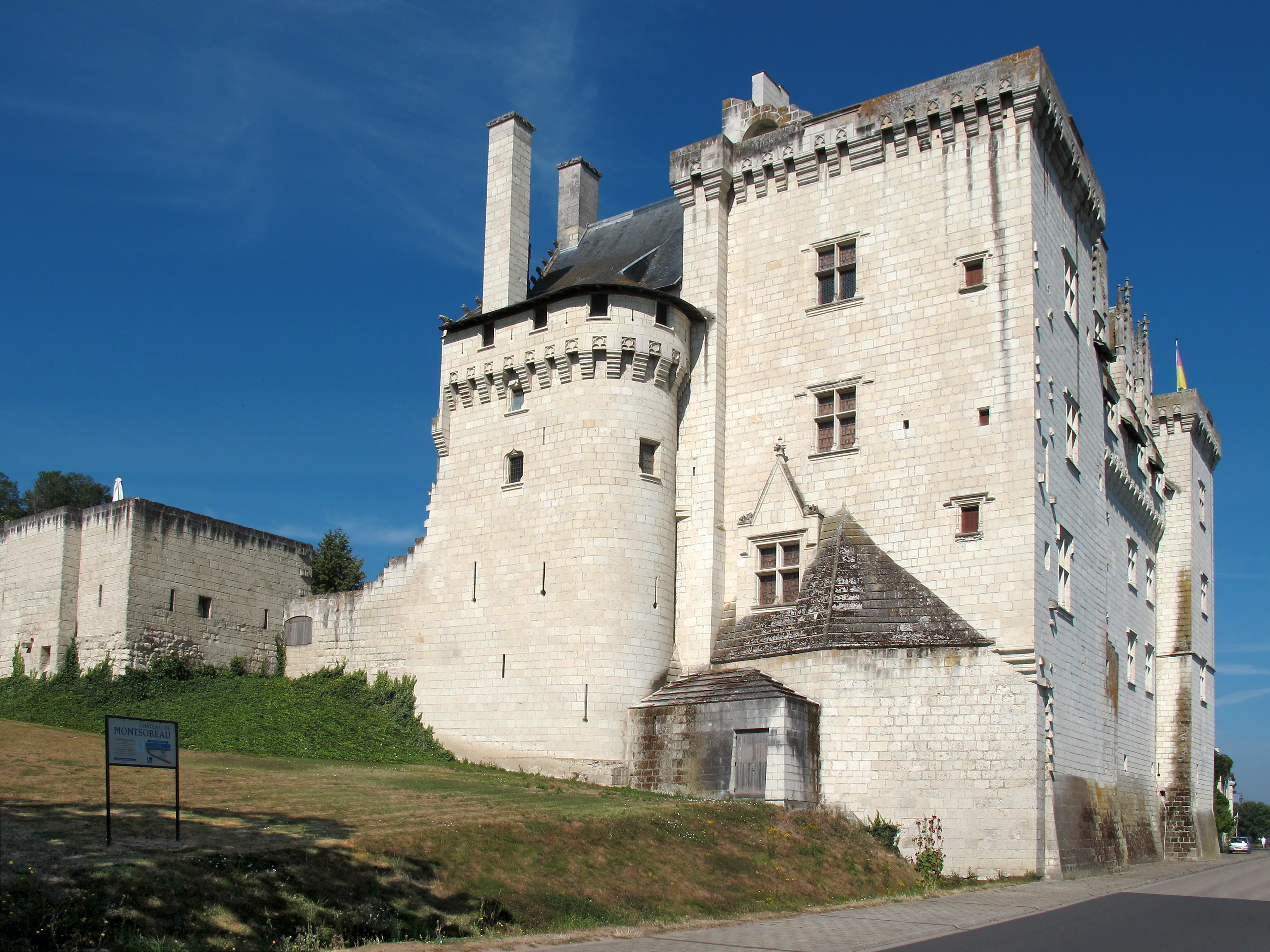
Schloss Montsoreau
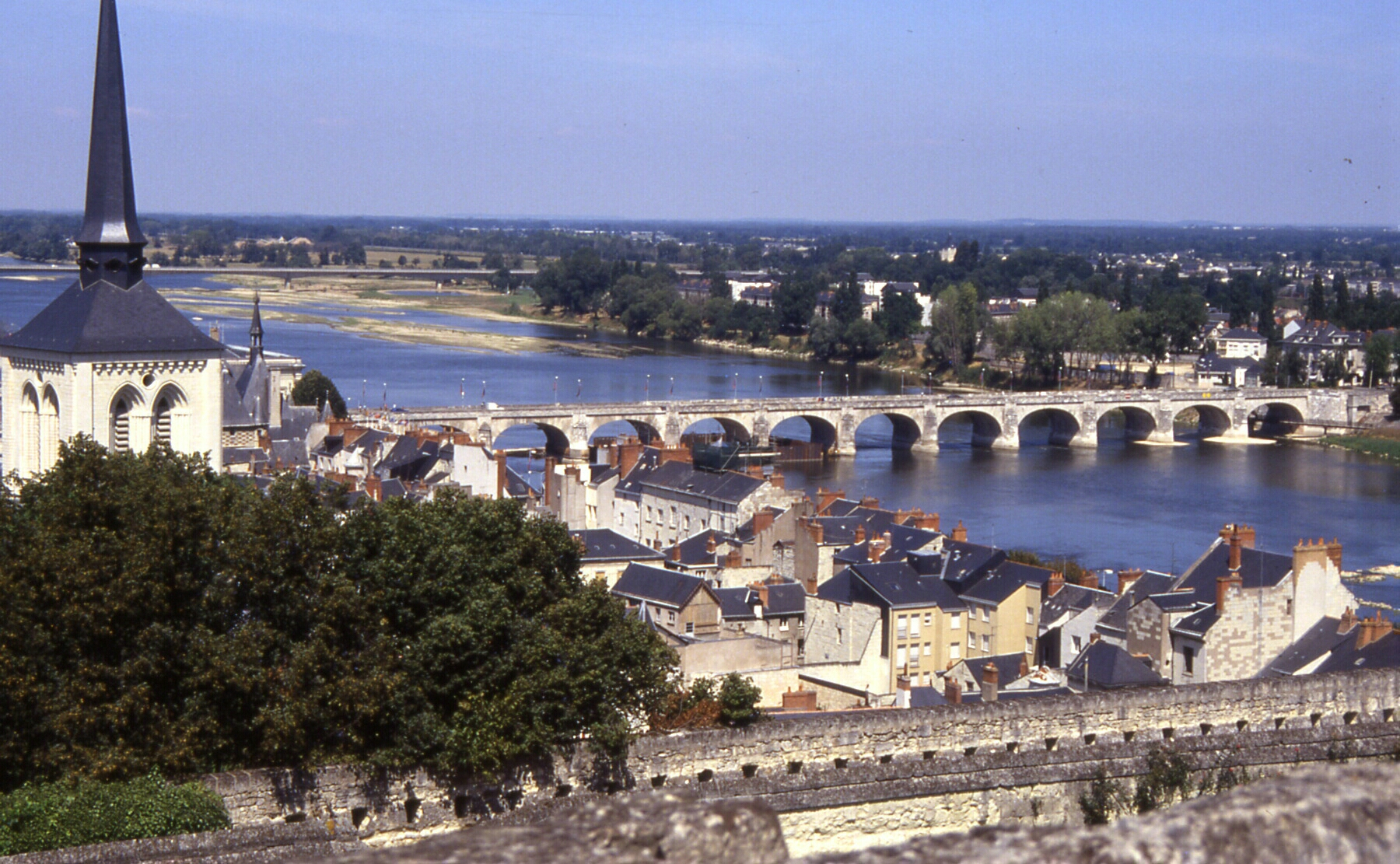
Brücke über die Loire in Saumur
Saint-Nazaire-Brücke bei Saint-Nazaire